# Aristolochia transtillifera
Aristolochia transtillifera là một loài thực vật có hoa trong họ Aristolochiaceae. Loài này được Ding Hou mô tả khoa học đầu tiên năm 1983.